# Попытка государственного переворота в Литве (1919)
Попытка государственного переворота в Литве, 1919 (лит. 1919 m. Lenkų karinės organizacijos sąmokslas Lietuvoje) — попытка свергнуть литовское правительство премьер-министра Миколаса Слежявичюса, спланированная польским государственным деятелем Юзефом Пилсудским, с целью создать пропольский кабинет, который бы согласился на союз Литвы с Польшей. Польские разведслужбы (дефензива), польская военная организация (ПОВ) должны были осуществить государственный переворот в августе 1919 года. Поводом к перевороту должно было стать желание литовцев освободить правительство от германского влияния. Планы заговорщиков были сорваны из-за недочётов в организации и малого числа литовцев, поддержавших переворот.
После Сейненского польского восстания литовская разведка активизировалась и начала превентивно арестовывать активных деятелей польского меньшинства и тех, кто симпатизирует Польше, чем дестабилизировала деятельность ПОВ в Литве и предотвратила переворот. Попытка переворота ещё больше обострила польско-литовские отношения.

## Предыстория

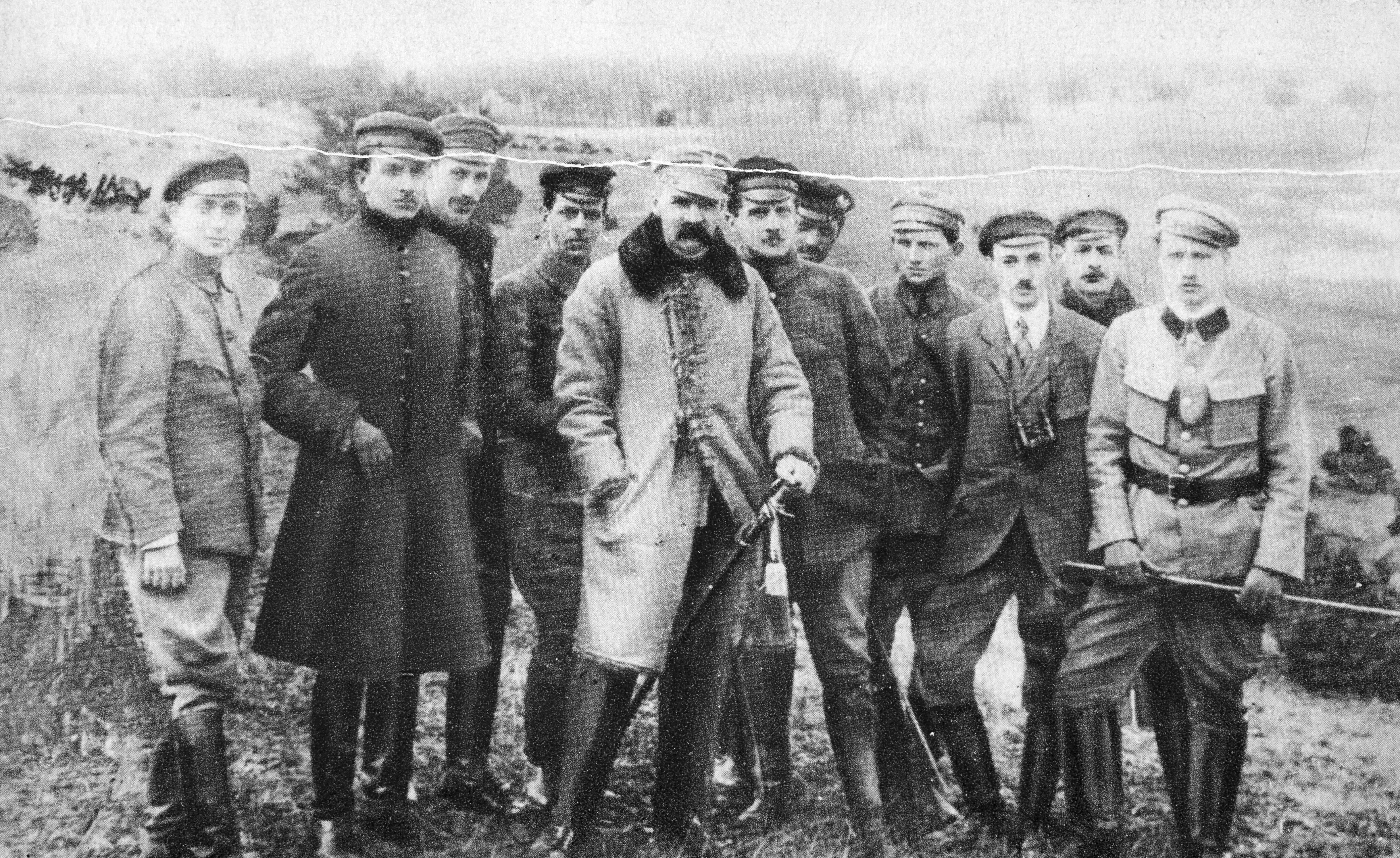
Юзеф Пилсудский вместе с главным командованием Польской военной организации в 1917 году

Польша и Литва были частями единого государства, Речи Посполитой, от Люблинской унии 1569 года и до третьего раздела 1795 года. Польша и Литва восстановили свою независимость после Первой мировой войны, параллельно решая территориальные споры в Сувалках и Виленском крае. Во время советско-польской войны Польша начала наступление на территорию, контролируемую в то время Советской Россией и заняла с боями Вильно в апреле 1919 года. Литовцы считали Вильно (Вильнюс) исторической столицей и неотъемлемой частью этнографической Литвы, в то время как для поляков это был польский город по причине большого польского населения. Глава Польши Юзеф Пилсудский искал союза с Литвой в надежде на возрождение Речи Посполитой. Литовцы считали, что потеряют свой суверенитет в рамках предложенной Польшей федерации и хотели иметь своё национальное государство. Отношения между странами ухудшались из-за отказа идти на компромисс.
По мере роста напряжённости, Литва попросила вмешательство Верховного совета Антанты, который предложил в июне и июле 1919 года две линии разделения (вторая — Линия Фоша), чтобы предотвратить открытые военные действия. Тем не менее, Польша проигнорировала линии разграничения и продвинулась вглубь литовской территории, но потом, столкнувшись с давлением со стороны Антанты, польский руководитель Юзеф Пилсудский, просчитав риски открытия польско-литовских военных действий, решил изменить политическую ситуацию в Литве с помощью государственного переворота.

## Подготовка

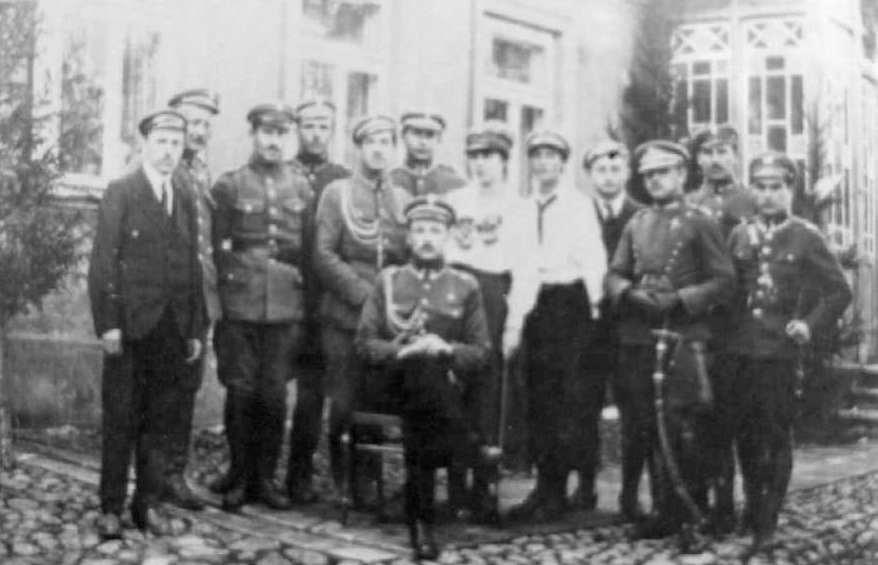
Лейтенант Адам Рудницкий, лидер Сейненского восстания, с коллегами. Август 1919 г.

Планирование переворота началось с середины июля 1919 года. В то время Польша подписала соглашение о прекращении огня в польско-украинской войне; Литва была захвачена Западной добровольческой армией на севере, а саксонские добровольцы уходили из литовской армии. Пилсудский планировал использовать сеть Польской военной организации, подпольной организации, которую он создал во время Первой мировой войны для диверсионных, разведывательных операций и других подобных целей. 31 июля, Пилсудский и польский дипломат Леон Василевский прибыли в Вильнюс, который уже была под контролем Польши. Визит Пилсудского никак не объяснялся. Позже Пилсудский уточнял, что прибыл на переговоры с литовцами во главе с Аугустинасом Вольдемарасом, но литовский историк Витаутас Лешчиус полагает, что он вел переговоры с пропольски настроенными владельцами недвижимости Виленского края. 3 августа Василевский прибыл в Ковно, временную столицу Литвы, вести переговоры с премьер-министром Миколасом Слежявичюсом. Польская миссия заявила, что Польша не имела никаких планов аннексии Литвы и предложила провести плебисцит на оспариваемых территориях, что позволило бы местным жителям самостоятельно определить своё будущее. Литовцы ответили, что спорные территории являются неотъемлемой частью Литвы и отклонили идею плебисцита. Переговоры остановились и Василевский покинул Ковно 7 августа. Переговоры были затем использованы для оценки жизнеспособности переворота, готовности ПОВ, и отношения литовских дипломатов к союзу с Польшей.
После провала дипломатической миссии Василевского польские газеты расширили антилитовскую пропаганду. Они заявляли, что Литовская Тариба (Совет Литвы) — германская марионетка, которая игнорирует популярные пожелания союза с Польшей — объединение, которое нарушило бы немецкое влияние в государстве. Польские СМИ далее сообщали о росте антиправительственных настроений среди литовцев. Эта информация соответствовала польским планам представить переворот как инициативу местного населения, стремящегося освободить Литву от немецкого господства. В то время как заговорщики рассчитывали на военное вмешательство со стороны регулярных польских войск, польское правительство рассчитывало на переворот без интервенции. Официальные цели польского плана были следующими:
- Создание независимой Литвы, мощной, действительно демократической, связанной добровольным союзом с Польшей на правах максимальной внутренней автономии.
- Принятие польского меньшинства в Литве в качестве партнёра в литовском правительстве и признание равенства польского языка вместе с литовским[20].

ПОВ завербовала литовских активистов Станислава Нарутовича, Юозас Габриса, Юргиса Аукштолайтиса и Клеменсаса Вайтекунаса. 20-22 августа 1919 года Василевский и Тадеуш Каспшицкий вместе с Нарутовичем и Аукштолайтисом разрабатывали детали переворота. Во время переворота, который был запланирован на ночь с 28 августа по 29, мятежники должны были захватить Ковно и удерживать его до прихода польских регулярных частей, приглашённых для защиты города. Совет Литвы и правительство Литвы должны были быть свергнуты и заменены на пропольский кабинет. Генерал Сильвестрас Жукаускас должен был быть установлен в качестве военного диктатора нового литовского правительства, Аукштолайтис в качестве его заместителя, Нарутович в качестве главы гражданского правительства. Генералу Жукаускасу, командующему литовских сил, не было известно о перевороте, но он был известен своим доброжелательным отношением к Польше и, как планировалось, потом станет на сторону путчистов. Другие должности были зарезервированы для Миколаса Биржишки, Йонаса Вилейшиса, Стяпонаса Кайриса, Юозаса Тубеляса и других литовских политиков, которые также не знали о перевороте. Аукштолайтис получил 800 000 немецких марок для финансирования переворота, в будущем ему было обещано ещё 300 000 марок.

## Раскрытие переворота

Карта демаркационных линий от 18 июня (светло-зелёный) и 26 июля (тёмно-зелёный) 1919 года между Польшей и Литвой. Польша проигнорировала обе линии и продолжала продвигаться до светло-оранжевой линии.

Восстание было обречено на поражение из-за плохой коммуникации и рвения некоторых из активистов ПОВ. Пилсудскому не удалось убедить местных активистов ПОВ не начинать Сейненское восстание на Сувальщине. Местное ответвление ПОВ проигнорировало его рекомендации и начало восстание, которое было на местном уровне успешным, но стало препятствием пропольскому перевороту в Литве. Члены ПОВ в Литве заявили, что восстание в Сейнах ухудшило их репутацию, и многие из его бывших сторонников отказали призывам агитаторов ПОВ.
Начало переворота было перенесено на 1 сентября 1919 года. Тем не менее, некоторые подразделения ПОВ начали свои действия (резка телеграфных проводов, повреждение железной дороги и т. д.) в соответствии с первым графиком в ночь с 27 августа по 28. Литовская разведка перехватила и расшифровала приказ перенести переворот. Литовцы знали, что поляки были в сговоре, но не знали, кто и когда. Литовское правительство было проинформировано о перерезанных телеграфных линиях, оно перехватило приказ утром 28 августа. Однако, правительство не сочло угрозу реальной и не приняло соответствующих мер.
Группа из 18 литовских офицеров, с молчаливого согласия Слежявичюса, взяла на себя инициативу не допустить переворота. Опасаясь, что члены ПОВ проникли в вооружённые силы, они решили тайно начать массовые аресты польских сторонников в ночь с 28 на 29 августа. Из-за незнания, кто именно стоял за заговором, литовцы арестовали наиболее видных польских активистов в Ковно (Каунасе). Несколько десятков поляков были арестованы в первую ночь, в том числе Аукштолайтис и 23 польских офицера, проходивших службу в литовской армии. Во вторую ночь количество арестованных поляков выросло до 200. В Каунасе было объявлено чрезвычайное положение. Польская пресса отметила массовые аресты польских активистов, «которым обвинение не может быть иным кроме как того, что они поляки» и пришла к выводу, что это было доказательством систематической антипольской политики прогерманского литовского правительства.
Из-за незнания списка членов ПОВ — литовцы не арестовали основных лидеров это организации. Кроме того, провинциальные отделы ПОВ остались нетронутыми. Таким образом, 17 сентября 1919 года были выпущены новые приказы о планировании второй попытки государственного переворота на конец сентября. Эта попытка была также раскрыта. Неизвестная литовка убедила заместителя командира ПОВ в Вильнюсе Петраса Врубляускаса, передать архив документов ПОВ литовцам. 21 сентября литовцы получили полный список членов и сторонников ПОВ и арестовали их в последующие дни. Филиал ПОВ в Литве перестал функционировать и был ликвидирован.

## Последствия

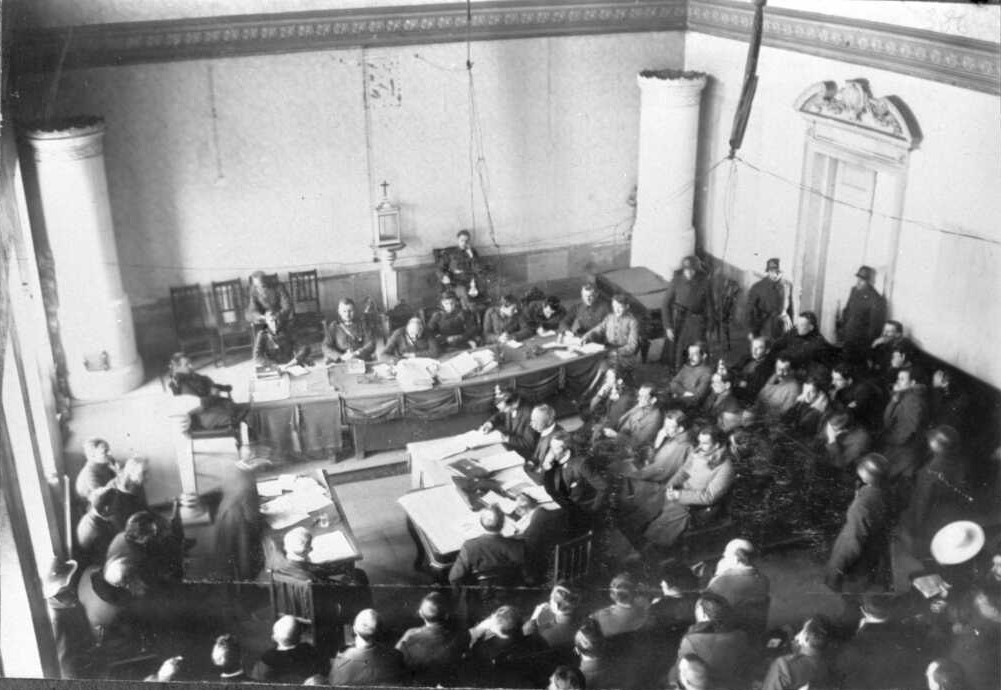
Судебный процесс над членами Польской военной организации в Каунасе, 1920 г.

Военный суд Литвы вынес приговор 117 путчистам 11-24 декабря 1920 года. Шесть лидеров получили пожизненное заключение. Другие приговоры варьировали от 8 месяцев до 15 лет тюремного заключения. По меньшей мере 15 человек были оправданы. К 1928 году в литовских тюрьмах не осталось ни одного члена ПОВ: они либо были обменены на литовских заключённых, либо освобождены досрочно. Генерал Жукаускас был снят с должности командующего литовской армией и большую часть карьеры был вынужден бороться со своим образом сторонника Польши. Польское правительство первоначально отрицало попытку организации переворота; позже оно признало, что это местные жители планировали восстание, но утверждало, что само не собиралось в нём участвовать. Попытка переворота повысила уровень напряжения в польско-литовских отношениях, что сделало литовцев ещё более бескомпромиссными и опасающимися аннексии со стороны Польши.
Впоследствии историки проанализировали вероятность успеха планируемого переворота и пришли к выводу, что тот был нереальным по следующим причинам. План Пилсудского был основан на неверных предположениях разведки, которые указали, что якобы правительство Слежявичюса было очень непопулярно, и что население Литвы дружески относится к Польше. В действительности оказалось, что не нашлось известных политиков этнических литовцев, которые бы заявили о поддержке плана; план должен был опираться на поддержку со стороны генерала Жукаускаса, но она не подтвердилась; Нарутович, который должен был возглавить гражданское правительство, был поляком; ПОВ была слабой и не смогла бы удержать контроль при малейшем сопротивлении; вмешательство польской армии привело бы к кровопролитию и подорвало идею добровольного объединения или союза с Польшей. Единственной группой, которая поддержала переворот, было польское меньшинство в Литве, но оно было отчуждено политикой литовского правительства. К тому же, по данным переписи населения Литвы 1923 года, польское меньшинство составляло только 3,2 % населения страны за пределами Виленского края. Восстание было обречено из-за недочётов коммуникации и чрезмерной активности некоторых активистов ПОВ.